# 元匡
元 匡（げん きょう、生年不詳 - 525年頃）は、北魏の皇族。済南文貞王。字は建扶。

## 経歴
陽平王拓跋新成の五男として生まれた。叔父の拓跋洛侯の後を嗣いだ。孝文帝のとき、勅命を受けて匡と改名した。宣武帝が即位すると、給事黄門侍郎に累進した。宣武帝を諫めて、寵臣の茹皓を帝の車に陪乗させず、当時の評判を取った。宣武帝が親政をはじめると、元匡は肆州刺史に任じられた。元匡は茹皓の恨みを買っていたため、害されることを懸念して、謹慎して修身につとめ、名声を高めた。恒州刺史に転じ、洛陽に召還されて大宗正卿・河南邑中正となった。
後に度支尚書に任じられた。叔父の広平王の爵位の襲封を求めたが、許されなかった。元匡は尚書令の高肇と争い、御史中尉の王顕の弾劾を受けて、死刑を宣告された。宣武帝により一命を許され、光禄大夫に降格された。後に宗正卿を兼ね、兗州刺史として出向した。
孝明帝の初年、入朝して御史中尉となった。于忠・高聡らを弾劾して免官を求めたが、いずれも霊太后が許さなかった。安南将軍の号を受け、後に鎮東将軍の号を加えられた。517年（熙平2年）、東平郡王に封じられた。
519年（神亀2年）、任城王元澄の執政に不満を抱き、僧寺の改修問題をめぐって元澄と争おうとした。元澄は元匡の罪三十数条を数えて弾劾し、廷尉が死刑を宣告したが、孝明帝が特にその罪を赦して、官爵の剥奪にとどまった。後に龍驤将軍・平州刺史として復帰し、青州刺史に転じた。まもなく関右都督となり、尚書行台を兼ねた。病のため洛陽に帰った。孝昌初年、死去した。諡は文貞といった。527年（孝昌3年）、もとの爵位を追復され、済南王に改封された。
四男の元献が済南王の爵位を嗣いだ。曾孫の元勒叉のとき、北斉が建国されて、爵位を降格された。

## 伝記資料
- 『魏書』巻19上 列伝第7上
- 『北史』巻17 列伝第5